# El Molinero de Subiza
El molinero de Subiza és una sarsuela amb música de Cristóbal Oudrid i text de Luis de Eguilaz, estrenada al Palau de la Sarsuela el 21 d'octubre de 1870.
El narració transcorre a Navarra el 1134, relatant la rebel·lió dels nobles contra Ramir el Monjo i la coronació de Garcia Ramires com a rei navarrés, qui a l'obra es fa passar per moliner a Subitza, com diu el títol.
S'hi canta per primera volta i popularitza la cançó Salve marinera.